# Museu de Cantereria
El Museu de Cantereria (Museu de la terrissa) està situat a Agost, un municipi valencià de la comarca de l'Alacantí, amb uns 4.700 habitants, que dista 20 km. d'Alacant. Poble canterer per excel·lència, on l'any 2007 queden deu cantereries produint, tres de les quals realitzen cantereria tradicional.
El Museu està ubicat en una antiga cantereria de principis del s. XX que va estar en funcionament fins a 1975, transformant-se en Museu el 1981. S'hi poden contemplar les estructures i dependències originals: assecadors, torns, "forn àrab", magatzems, entre altres

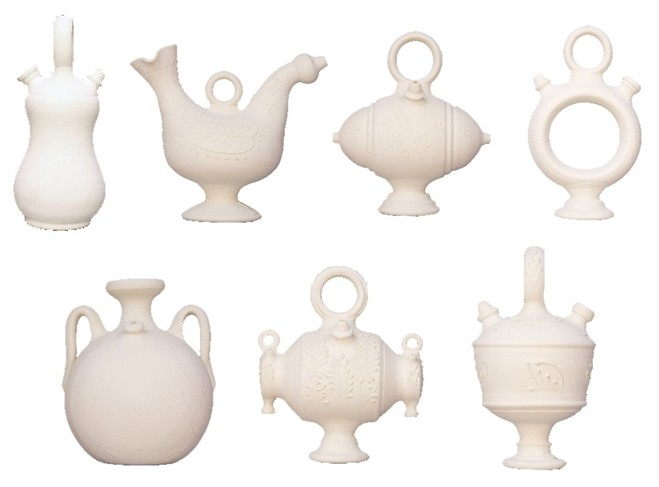
Nomss dels càntirs, de dalt a l'esquerra: de pera, pato, mamella, rollo, carretero, tres pitos y de tambor.

L'exposició permanent consta de peces de cantereria tradicional d'Agost, des de les utilitzades per al transport i emmagatzemament de l'aigua, fins a les que servien per a conservar i consumir aliments. El procés de fabricació està documentat per les instal·lacions, tant per fotografies, com per ferramentes. L'entrada al "forn àrab" és un dels moments més sorprenents de la visita. A banda de l'exposició permanent, es realitzen exposicions monogràfiques temporals, classes de torn, programes educatius per a grups escolars, activitats extraordinàries, etc. El Museu de Cantereria compta també amb biblioteca especialitzada i tenda.

## Història
El Museu va obrir les portes el 1981, quan l'alemanya Ilse Schütz va decidir traslladar-se des de la ciutat d'Hamburg fins a Agost per tal de muntar el seu propi museu. Sense ajudes de cap institució va començar a funcionar i ho va fer fins a finals de desembre de 1999, quan per la mala situació econòmica que travessava la institució, la seua directora i fundadora va decidir tancar. L'any 2000, l'Ajuntament d'Agost decideix comprar l'edifici n s'ubica el Museu de Cantereria, ja que des del 1981 havia estat en lloguer. Des d'aquest moment, l'Associació de Ceramologia es fa càrrec del nou personal mitjançant subvencions. Aquesta situació s'ha prolongat fins ara, tot i que des de l'any 2005 la gestió està en mans de l'Associació Pro-Museu d'Agost.

## L'exposició
Des de finals de desembre de 2006, el Museu roman tancat per obres. Actualment, les tasques de rehabilitació de l'edifici estan en marxa. És per això que una de les tasques que principals dels treballadors del Museu i de l'Associació pro-Museu és l'elaboració d'un nou projecte museogràfic, per tal d'adequar als nous temps i a les noves visions expositives el Museu de Cantereria.
Amb l'objectiu d'assolir, malgrat les obres, les tasques del Museu, l'associació ha habilitat una sala com Museu Provisional al mateix carrer, a la Teuleria 12. Ací, a més de biblioteca, oficines i tenda, també es disposa d'una sala amb un recull de les peces més representatives de la cantereria local.

## Peça de l'Any
L'any 2000 va començar a editar-se una col·lecció de cantereria tradicional d'Agost. Cada any, a l'agost, coincidint amb les festes de Sant Roc, barri on està situat el Museu, es presenta una peça, en nombre limitat, per a oferir-la als interessats. Són peces realitzades amb les tècniques i materials tradicionals, cosa que confirma la seua senya d'identitat.